# Tears Don’t Fall EP
Tears Don’t Fall – czwarty singel walijskiej metalcorowej grupy Bullet for My Valentine. Singel został wydany na terenie Niemiec i Szwecji, na rynku pojawił się 23 czerwca 2006 nakładem Sony/BMG Records. W Wielkiej Brytanii został wydany 17 lipca 2006 przez wytwórnię płytową Visible Noise. „Tears Don’t Fall” to także czwarty singel pochodzący z debiutanckiego albumu grupy, The Poison.

## Lista utworów
1. „Tears Don’t Fall” (wersja z albumu)
2. „Domination” (cover Pantery)
3. „Welcome Home (Sanitarium)” (cover Metalliki)
4. „Suffocating Under Words of Sorrow (What Can I Do)”
(wersja na żywo z Brixton Academy)
5. „4 Words (To Choke Upon)” (wersja na żywo z Brixton Academy)

### Wersja brytyjska
„Tears Don’t Fall” na terenie Wielkiej Brytanii dostępny był w trzech wersjach; 2 Single CD oraz 7" winyl. Listy utworów dla poszczególnych wersji przedstawia tabela poniżej:
| CD 1                                                                   |                              |         |
| Ścieżka                                                                | Tytuł                        | Długość |
| 1                                                                      | „Tears Don’t Fall”           | 4:40    |
| 2                                                                      | „Domination” (cover Pantery) | 5:06    |
| Dodatkowe gadżety: - Teledysk do „Tears Don’t Fall” - Tapety na pulpit |                              |         |

| CD 2    |                                                                                        |         |
| Ścieżka | Tytuł                                                                                  | Długość |
| 1       | „Tears Don’t Fall”                                                                     | 4:40    |
| 2       | „4 Words (To Choke Upon)” (wersja na żywo z Brixton Academy)                           | 3:52    |
| 3       | „Suffocating Under Words of Sorrow (What Can I Do)” (wersja na żywo z Brixton Academy) | 4:02    |

| 7" Winyl LP |                                               |         |
| Strona      | Tytuł                                         | Długość |
| 1           | „Tears Don’t Fall”                            | 4:40    |
| 2           | „Welcome Home (Sanitarium)” (cover Metalliki) | 6:17    |

### Pobieranie
- „Tears Don’t Fall” (Chris Lord-Alge Remix)
- „Tears Don’t Fall” (Live @ Metal Hammer)

## Twórcy
- Matthew „Matt” Tuck – śpiew, gitara
- Michael „Padge” Padget – gitara, śpiew towarzyszący
- Jason „Jay” James – bas, śpiew towarzyszący
- Michael „Moose” Thomas – perkusja

## Utwory na innych kompilacjach
- Cover „Welcome Home (Sanitarium)” został wcześniej wydany na kompilacji Kerrang! Presents Remastered: Metallica’s Master of Puppets Revisited.
- Cover „Domination” pojawił się wcześniej na składance Metal Hammer: Razor.